# 中央ビジコム
中央ビジコム株式会社（英: Chuo Bijicom Corp.）は、東京都台東区に本社を置く日本の医療用ITシステム販売会社で、電子カルテ・レセプトコンピュータ・電子薬歴などの販売とサポートを行う。

## 概要
WEMEX株式会社の医療ITシステム「Medicom（メディコム）」シリーズの正規販売代理店。主な取扱商品としては、病院・診療所（クリニック）向けのレセプトコンピュータ（レセコン）・電子カルテ、調剤薬局向けのレセコン・電子薬歴など。
三洋電機と関係が深く、Medicom（もともとは三洋電機のブランド）販売代理店としては最古参のひとつ。首都圏でシェア１位。医療ITシステムのコンサルティングから販売、スタッフへの使い方の指導やコーチング、クリニック・薬局運営のサポート等も行う。サポート受付時間は24時間・365日。
医業経営コンサルタントが所属しており、クリニックの開業支援も行う。

## 沿革
- 1966年　創業。千代田三洋株式会社として設立。神田・秋葉原地区において、家庭電化製品の販売を行う。
- 1981年　医療事務用コンピュータ及び、付帯するOAサプライ用品の販売を開始。社名を中央ビジコム株式会社に変更。

## 取扱商品

### Medicomの特長
- 日本初のレセプトコンピュータを製作
- 電子カルテ 全国シェア１位（診療所の稼働実績ベース、2018年）
- レセプトコンピュータ 全国シェア１位（診療所の稼働実績ベース、2018年）
- 全国・全診療科目で使われている

### 診療所・クリニック向け
- Medicom-HRV（電子カルテ）
- Medicom-HRiV（レセプトコンピュータ）
- YaDoc（オンライン診療システム）

### 病院向け
- Medicom-CK（クラウド電子カルテ）
- Medicom-HSi（レセプトコンピュータ）

### 調剤薬局向け
- PharnesV-MX（電子薬歴）
- PharnesV-EX（レセプトコンピュータ）

### その他
- 医療IT相談サービス「目利き医ノ助」